# محمد عبد العزيز إسماعيل
محمد عبد العزيز إسماعيل (7 أغسطس 1988 في ماليزيا - ) هو لاعب كرة قدم ماليزي في مركز الدفاع. لعب مع نادي كلنتن ونادي بهانغ ‏ ونادي ملقا يونايتد وPLUS F.C. ‏.

## وصلات خارجية
- محمد عبد العزيز إسماعيل على موقع قاعدة بيانات كرة القدم.إي يو (الإنجليزية)
- محمد عبد العزيز إسماعيل على موقع Soccerway.com (الإنجليزية)